# Aminga
Aminga é uma cidade da Argentina, localizada na província de La Rioja.